# توانبخشی از راه دور
توانبخشی از راه دور (یا بازتوانی از راه دور) (به انگلیسی: Telerehabilitation) عبارت است از ارائه خدمات توانبخشی از طریق شبکه‌های ارتباطات از راه دور و اینترنت. اغلب انواع خدمات در دو دسته طبقه‌بندی می‌شوند: ارزیابی بالینی و درمان بالینی. برخی از زمینه‌های درمان توانبخشی که تاکنون به عنوان توانبخشی از راه دور شناخته شده‌است عبارتند از: روانشناسی اعصاب، آسیب‌شناسی گفتار و زبان، شنوایی سنجی، کاردرمانی و فیزیوتراپی. 

توانبخشی از راه دور

توانبخشی از راه دور برای افرادی که به دلیل ناتوانی یا به دلیل کمبود وقت نمی‌توانند به کلینیک مراجعه نمایند، امکان دریافت خدمت بدون حضور در محل را ممکن می‌کند. توانبخشی از راه دور همچنین متخصصان توانبخشی را قادر به ارائه مشاوره بالینی می‌نماید. اغلب فرایندهای توانبخشی از راه دور به صورت بصری امکان‌پذیر است و این امر با امکاناتی از قبیل وب کم، ویدئو کنفرانس، خطوط تلفن، تلفن ویدئویی و صفحات وب انجام می‌شود که لازمه آن‌ها خطوط تلفن و اینترنت پرسرعت است. ماهیت بصری فناوری توانبخشی از راه دور، ارائه انواع خدمات را با محدودیت‌هایی مواجه می‌کند که با ایجاد زیرساخت فنی مناسب می‌توان تاحدودی آن‌ها را برطرف کرد.

## اهمیت توانبخشی از راه دور
با توجه به افزایش رو به رشد جمعیت سالمندان و همچنین افزایش نرخ بیماری‌های مزمن دوران سالمندی، نیاز به توانبخشی و متخصصان توانبخشی روز به روز بیشتر می‌شود. علاوه بر این‌ها هزینه‌های بالای درمانی و دشواری‌هایی که دررفت‌وآمد به مراکز توانبخشی برای بیماران وجود دارد، از مشکلات موجود است. امروزه با پیشرفت تکنولوژی و استفاده گسترده از اینترنت، امکان بهره‌مندی از فناوری در پزشکی و بهداشت فراهم شده‌است. با ورود تکنولوژی در حوزه توانبخشی، بر پاره ای از مشکلات می‌توان فائق آمد. در واقع توانبخشی از راه دور، مفهومی است که در آن با استفاده از فناوری اطلاعات و ارتباطات الکترونیکی و تجهیزات مدرن در حوزه فناوری و توانبخشی به ارائه خدمات بازتوانی یا توانبخشی از راه دور می‌پردازد.

## تعریف توانبخشی از راه دور
توانبخشی از راه دور یک زیرشاخه مهم پزشکی از راه دور و روشی نوین برای کمک به توانمند سازی افراد کم توان و ناتوان در ابعد مختلف مراقبتی، بهداشتی، عملکردی و سلامت روان است. توانبخشی از راه دور کاربرد فناوری اطلاعات و ارتباطات جهت ارائه خدمات توانبخشی از راه دور می‌باشد. توانبخشی از راه دور می‌تواند ارتباط میان درمانگر با درمان جو یا ارتباط میان درمانگر و درمانگر باشد. در توانبخشی از راه دور خدماتی از قبیل ارزیابی، پایش، پیشگیری، مداخله، نظارت، آموزش و مشاوره با استفاده از فناوری‌های اطلاعاتی و ارتباطی انجام می‌شود. دو حوزه مهم پژوهش در توانبخشی از راه دور عبارتند از:
1. تطبیق ارزیابی و درمان با ارزیابی و درمان مبتنی بر فرد
2. ایجاد سیستم‌های جمع‌آوری داده جدید برای دیجیتالی کردن اطلاعاتی که یک درمانگر در روند درمان و طبابت می‌تواند استفاده کند

## تاریخچه
D.M. Angaran در سال ۱۹۹۹، مقاله ای تحت عنوان "Telemedicine and Telepharmacy: Current Status and Future Implications" را در مجله آمریکایی Health-System Pharmacy منتشر کرد. او یک تاریخچه جامع از ارتباطات راه دور، اینترنت و پزشکی از راه دور از دهه ۱۹۵۰ را ارائه داد. وزارت دفاع آمریکا و اداره ملی هوا و فضا آمریکا (ناسا) از جمله اولین سازمان‌هایی بودند که گسترش تکنولوژی در زمینه پزشکی از راه دور را هدایت کردند؛ هر دو سازمان همچنان به سرمایه‌گذاری در پیشرفت‌های پزشکی از راه دور ادامه می‌دهند. سه متولی اولیه پزشکی از راه دور در ایالات متحده آمریکا عبارتند از: سیستم‌های زندان ایالتی، سیستم‌های مراقبت‌های سلامت روستایی و رادیولوژی. توانبخشی از راه دور که یکی از زیر شاخه‌های پزشکی از راه دور است، در ایالات متحده آمریکا در سال ۱۹۹۸ آغاز شد، زمانی که مؤسسه ملی تحقیقات مربوط به ناتوانی و توانبخشی (NIDRR) اولین مرکز تحقیق و توسعه توانبخشی را برای توانبخشی از راه دور تأمین مالی کرد. پس از آن، کنفرانس علمی در سال ۲۰۰۲ اکثر پزشکان، مهندسان و مقامات دولتی نظامی و غیرنظامی را تشویق به استفاده از ارتباطات راه دور به عنوان یک روش برای ارزیابی و درمان توانبخشی تشکیل داد. این کنفرانس با حضور رئیس انجمن پزشکی از راه دور (ATA) تشکیل شد. دعوت ATA به شرکت کنندگان کنفرانس، منجر شد تا یک گروه ویژه در زمینه توانبخشی از راه دور ایجاد کند.
در سال ۲۰۰۱، O. Bracy، یک روانپزشک، اولین برنامه مبتنی بر وب به منظور ارائه خدمات توانبخشی از راه دور در درمان توانبخشی شناختی معرفی کرد. این سیستم درابتدا برای درمانگر از طریق یک ابزار مقرون به صرفه امکان درمان بیماران خود را از طریق اینترنت فراهم می‌کند. ثانیاً، سیستم امکان ارتباط مستقیم درمانگر با بیمار را مهیا و امکان ارائه تجویز درمانی که توسط پزشک متخصص تنظیم شده و توسط کادر درمانی کنترل می‌شود، را فراهم می‌نماید. تمام برنامه‌ها و داده‌های آن‌ها از طریق اینترنت در زمان واقعی مبادله می‌شوند. بیمار می‌تواند وارد سیستم شود تا درمان خود را از خانه، کتابخانه یا هر جایی که به کامپیوتری که قابلیت اتصال به اینترنت دارد دسترسی داشته باشید، انجام دهد. در سال ۲۰۰۶ این سیستم پایه سیستم جدیدی شد که به عنوان یک برنامه بهبود مهارت شناختی برای دانش آموزان، طراحی شده بود. بچه‌ها به صورت فردی یا کل کلاس می‌توانند در این برنامه از طریق اینترنت شرکت کنند. در سال ۲۰۰۶، M.J. McCue و S.E. Palsbo، یک مقاله در مجله "Telemedicine and Telecare" منتشر کرد که در مورد اینکه چگونه پزشکی از راه دور برای بیمارستان‌ها می‌تواند سودآور بود، بوده‌است. آن‌ها استدلال می‌کنند که مراقبت‌های توانبخشی از راه دور باید گسترش یابد تا افراد دارای ناتوانی و افراد مبتلا به درد (شاید پس از عمل جراحی تعویض مفصل یا افراد مبتلا به آرتروز) بتوانند درمان‌های توانبخشی را که نیاز دارند، دریافت کنند. تحقیقات در حوزه توانبخشی از راه دور در دوران اولیه خود است. محققان توانبخشی باید آزمایش‌های کنترل شده بیشتری را انجام دهند و شواهد مبتنی بر تأثیر توانبخشی از راه دور را برای کادر درمانی و پرداخت کننده‌ها ارائه دهند.

## فناوری‌های مورد استفاده در توانبخشی از راه دور
در توانبخشی از راه دور از فناوری‌های ارتباطی مختلفی استفاده شده‌است. در ابتدا با خدمات تلفنی و تلفن‌های ویدیویی شروع شده‌است و با پیشرفت فناوری امروزه تلفن‌های همراه، سنسورها و واقعیت مجازی نیز در این زمینه به کار می‌روند. فناوری‌های ارتباطی مورد استفاده در توانبخشی از راه دور عبارتند از:
1. خدمات تلفنی قدیمی (POTS) یا تلفن‌های ویدئویی - استفاده از تلفن در حین توانبخشی
2. رویکردهای مبتنی بر وب - رویکردهای مبتنی بر وب در ترویج سلامت
3. تلفن همراه، تبلت و برنامه‌های تلفن همراه
4. سنسورها و نظارت بر بدن - سنسورها و نظارت بر بدن در حین توانبخشی
5. واقعیت مجازی - واقعیت مجازی در توانبخشی از راه دور

واقعیت مجازی در توانبخشی از راه دور یکی از جدیدترین ابزارهای موجود است. این فناوری کامپیوتری به توسعه محیط مجازی سه بعدی اجازه می‌دهد.

## اهداف و مزایای توانبخشی از راه دور
توانبخشی از راه دور مزایای بسیاری برای افراد نیازمند به خدمات توانبخشی، متخصصین توانبخشی و جامعه دارد که برخی از این مزایا عبارتند از:
- افزایش توانمند سازی افراد
- ارائه خدمات توانبخشی از راه دور برای افرادی که به دلیل ناتوانی یا کم توانی فیزیکی یا بعد مسافت، مشکل یا دشواری در مراجعه به کلینیک دارند
- امکان برقراری مشاوره از راه دور برای کارشناسان توانبخشی
- مشارکت فعال افراد در مراقبت و روند مراحل توانبخشی
- ایجاد فرصت‌های برابر برای افراد جهت دریافت خدمات توانبخشی و در واقع عدالت در توزیع خدمات توانبخشی در سطح جغرافیایی و جمعیتی
- کاهش هزینه‌های مراجعه و رفت‌وآمد و صرفه جویی در زمان
- امکان دسترسی سریع فرد به کادر درمانی
- امکان بهره‌مندی افراد بیشتری از جمعیت هدف

## اهمیت توانبخشی از راه دور
با توجه به دلایل زیر نیاز به ارائه خدمات توانبخشی افزایش یافته‌است و امروزه اهمیت این موضوع بیشتر شده‌است. برخی از اهمیت‌های توانبخشی برای افراد نیازمند به خدمات توانبخشی، متخصصین توانبخشی و جامعه عبارتند از:
1. افزایش سطح سلامت به خصوص در جوامع توسعه یافته و در نتیجه افزایش جمعیت نیازمند به دریافت خدمات توانبخشی
2. افزایش امید به زندگی و افزایش جمعیت سالمندان
3. شیوع بیماری‌های مزمن
4. صنعتی شدن جوامع و افزایش بیماری‌های روانی، حوادث و بیماری‌های ناشی از کار
5. کمبود متخصصان توانبخشی و عدم توزیع مناسب این متخصصان در تمام نقاط جهان و عدم حضور آن‌ها در مناطق محروم و دورافتاده: در برخی موارد خاص تعداد متخصصان مجرب بسیار کم است. مثلاً در کشور گفتاردرمان متخصص در شکاف کام و لب و همچنین کاشت حلزون گوش بسیار کم داریم
6. طولانی بودن فرایند توانبخشی: برای یک فرد ناتوان ممکن است توانبخشی تا آخر عمر به‌طور مکرر نیاز باشد. در اغلب موارد جلسات توانبخشی باید از ۲ تا ۶ جلسه ۴۵ دقیقه ای در هفته باشد که رفت‌وآمد برای بسیاری از مددجویان به خصوص گروه جسمی حرکتی مشکل می‌باشد.
7. توانبخشی از راه دور در کاهش هزینه‌ها مؤثر است.
8. مسایل فرهنگی و زبانی: مثلاً در رشته گفتاردرمانی تطابق کامل لهجه و زبان درمانگر و درمان‌جو ضروری است. مثلاً یک درمان جو آذری‌زبان نیاز به یک درمانگر همزبان خود دارد که ممکن است چنین فردی در محل زندگی درمان‌جو نباشد. این امر می‌تواند لزوم وجود توانبخشی از راه دور را مشخص کند.
9. ارائه خدمات به افراد ناتوان جسمی حرکتی که امکان تحرک کمی دارند با توانبخشی از راه دور آسان است.
10. با استفاده از داده‌ها و اطلاعات ذخیره شده در جلسات توانبخشی از راه دور می‌توان به دانشجویان توانبخشی آموزش بالینی به شیوه الکترونیکی داد. همچنین به این طریق می‌توان به خوبی داده کاوی و تحلیل بر روی تکنیک‌های توانبخشی انجام داد.

## کاربردهای توانبخشی از راه دور
توانبخشی از راه دور کاربردهای بسیاری برای افراد نیازمند به توانبخشی و جامعه دارد که برخی از این موارد عبارتند از:
- ارتقا سطح سلامت و افزایش دسترسی به اطلاعات
- ارتقا ارائه خدمات توانبخشی از راه دور در تمامی نقاط جغرافیایی و سطوح جمعیتی
- افزایش دسترس پذیری خدمات توانبخشی
- برخی کاربردهای اختصاصی توانبخشی از راه دور عبارتند از:
  - ارزیابی از راه دور
  - نظارت از راه دور
  - مداخله از راه دور
  - درمان از راه دور
  - مشاوره از راه دور
  - آموزش از راه دور
  - انرژی درمانی

## چالش‌های توانبخشی از راه دور
Theodoros و Russelدر یک بررسی، مشکلات توانبخشی از راه دور را بیان کردند که عبارتند از:
1. اخذ مجوز در سراسر مرزهای ملی و بین‌المللی
2. داشتن هم‌ارزی استانداردهای بالینی بین‌المللی
3. مسائل مربوط به حریم خصوصی و دسترسی و حفاظت از اطلاعات سلامت بیمار
4. مسائل مربوط به هزینه‌ها و پرداخت دستمزد و بیمه
5. مسائل مربوط به مسوولیت کارکنان
6. قوانین بین‌المللی مشاوره بالینی
7. مجهز بودن به فناوری‌های پهن باند: بیشتر افراد ناتوان دسترسی کمتری به تجهیزات کامپیوتری و اینترنتی دارند.
8. پذیرش و بکار بردن فناوری پهن باند و اینترنت توسط افراد ناتوان
9. تعداد زیاد افراد ناتوان: در آمریکا حدود ۱۲ درصد جمعیت دچار ناتوانی هستند.
10. تنوع زیاد ناتوانی‌ها: جسمی حرکتی، ذهنی، روانی، بینایی، شنوایی و …
11. نرخ بالای بیکاری در افراد ناتوان: در آمریکا بیکاری در افراد ناتوان حدود ۳ برابر بیکاری در افراد سالم است.
12. افراد ناتوان اغلب از نظر مالی بی بضاعت هستند
13. یکی از نیازهای افراد ناتوان نیاز به خدمات توانبخشی حرفه‌ای است که قابلیت انجام آن از را دور یک چالش است.
14. میزان تأثیر توانبخشی از راه دور: یکی از چالش‌های توانبخشی از راه دور این است که آیا توانبخشی از راه دور می‌تواند یک جایگزین مؤثر برای توانبخشی چهره به چهره باشد؟ آیا توانبخشی از راه دور می‌تواند هزینه‌ها را کاهش دهد؟ آیا توانبخشی از راه دور می‌تواند قابلیت دسترسی را به لحاظ جغرافیایی افزایش دهد؟ آیا توانبخشی از راه دور می‌تواند استفاده از منابع محدود را گسترش دهد؟
15. مسائل مربوط به توانبخشی بیماران خارج از کشور از نظر تفاوت قوانین حقوقی و مالی
16. مدیریت حجم زیاد داده‌ها و اطلاعات: چون توانبخشی یک فرایند مکرر و طولانی مدت است در نتیجه داده‌ها و اطلاعات زیادی نیز تولید می‌شود اعم از: ویدیو، صدا، متن و تصاویر که باید این داده‌ها و اطلاعات ذخیره و سازماندهی و مدیریت شوند که این امر مشکل است.

Theodoros و Russel متذکر می‌شوند با وجود آنکه تعدادی از سازمان‌های بین‌المللی از جمله سازمان بهداشت جهانی و سازمان تجارت جهانی در حال ورود به این مباحث هستند اما فقدان رهبری در برقراری سیاست‌های سلامت الکترونیکی وجود دارد.
یک مسئله مهم در توانبخشی از راه دور مسئله هزینه‌ها و بیمه است. Raine و همکاران، پزشکی از راه دور را از نظر اقتصادی مورد مطالعه قراردادند. به علت تفاوت و تنوع در هزینه‌ها و کمبود مطالعات و کیفیت پایین تحلیل‌ها، مطالعات اقتصادی در این زمینه مشکل است. مرکز حقوقی پزشکی از راه دور و سلامت الکترونیکی آمریکا مطالعاتی در زمینه بازپرداخت در سلامت از راه دور انجام داده‌است و یک منبع مستقل برای پزشکی از راه دور منتشر کرده‌است.

## استانداردهای توانبخشی از راه دور
استانداردهایی در حوزه‌های مختلف از جمله موارد زیر برای توانبخشی از راه دور مورد نیاز است:
- سیاست‌های بازپرداخت در توانبخشی از راه دور
- فعالیت‌های قانونی در توانبخشی از راه دور
- اخلاق و مسائل مربوط به حفظ حریم خصوصی در توانبخشی از راه دور
- مسائل مربوط به آموزش بالینی و فناوری

## زیرشاخه‌های توانبخشی از راه دور
برخی از حوزه‌های توانبخشی که در زمینه توانبخشی از راه دور مورد بررسی قرار گرفته‌اند عبارتند از:
- آسیب‌شناسی گفتار و زبان
- فیزیوتراپی
- توانبخشی قلبی[۸]
- کاردرمانی
- روانشناسی
- امداد اجتماعی
- توانبخشی شغلی

## توانبخشی از راه دور در ایران
با وجود اینکه در سایر کشورها توانبخشی از راه دور مانند توانبخشی عصبی از جمله توانبخشی بیماران MS، توانبخشی بیماران قلبی، فیزیوتراپی و کاردرمانی از راه دور پیشرفت‌های بسیاری داشته‌است، در ایران توانبخشی از راه دور، هنوز جایگاه خود را پیدا نکرده و فعالیت‌های به خصوصی در این حوزه انجام نشده‌است. مراکز ارائه دهنده توانبخشی از راه دور در ایران که از سال 1398 آغاز به کار کرده‌ اند بیمارستان توانبخشی رفیده تهران می‌باشد. سامانه ورزش درمان از سال 1401 کار خود را شروع نموده و خدمات کامل توانبخشی از راه دور را توسط تیم پزشک متخصص طب فیزیکی و توانبخشی، فییوتراپیست و کاردرمان به بیماران مبتلا به انواع ناتوانی (مانند سکته مغزی) یا درد (مانند صدمات ورزشی) ارائه می دهد. همچنین یکی از تلاش‌های صورت گرفته در این حوزه، طرح ملی توانبخشی در منزل بوده که در سال ۱۳۹۴ مطرح شده‌است ولی همچنان نیاز به توسعه دارد.